# 597967 Pannai
597967 Pannai è un asteroide della fascia principale. Scoperto nel 2008, presenta un'orbita caratterizzata da un semiasse maggiore pari a 1,953910 UA e da un'eccentricità di 0,062035, inclinata di 19,789869° rispetto all'eclittica.